# Uns geht's prima
„Uns geht's prima...“ („Справяме се страхотно...“) е мини-албум на немската рок група Die Ärzte. Появява се на пазара през 1984 г. като тяхно второ самостоятелно издание и вниманието се насочва към него, когато Германският Червен Кръст започва дело срещу употребата на тяхната емблема на корицата на албума. Последните продукти на албума имат различно оцветени кръстове. Първоначално кръстът на корицата на албума е оцветен в червено и Германският Червен Кръст се противопоставя на това. Кръстовете на следващите издания са оцветени в синьо, зелено, бяло, жълто, кафяво, черно или златисто.
Заради съдържанието си от пет песни албумът не е считан за „пълноценен“. По тази причина едва следващият им албум „Debil“ („Дебил“) е определен за дебютен на групата. По-късно петте песни, които албумът съдържа, са подновени и публикувани повторно в албума Die Ärzte früher!.

## Песни
А- страна
1. Mein kleiner Liebling (музика: Бела Б., Ханс Ръндж; текст:Бела Б.)

Б- страна
1. Sommer, Palmen, Sonnenschein (музика и текст: Фарин Урлауб)
2. Der lustige Astronaut (музика и текст: Фарин Урлауб)
3. Kopfhaut (музика:Фарин Урлауб; текст: Бела Б., Ханс Ръндж, Фарин Урлауб)
4. Teenager Liebe (музика и текст: Фарин Урлауб)

## Състав
- Фарин Урлауб – кирата, вокал
- Бела Б. – барабани, вокал
- Ханс Ръндж – бас, вокал

## Използвани цветове
- Черно
- Синьо
- Кафяво
- Златно
- Зелено
- Червено (оригинал)
- Сребърно
- Тюркоаз
- Бяло
- Жълто